# Pascal Leonetti
Pascal Leonetti (né le 12 septembre 1977 à Bastia) est un sommelier français « Meilleur sommelier de France 2006 ».

## Biographie
Pascal Leonetti est diplômé du lycée de Balagne (L'Île-Rousse) et du lycée hôtelier de Illkirch (Alsace).
Il travaille depuis 1998 à l'« Auberge de L'Ill » d'Illhaeusern en Alsace, restaurant 3 étoiles au guide Michelin de Marc et Paul Haeberlin avec le sommelier Serge Dubs « Meilleur sommelier du Monde 1989 ».
À 32 ans, Pascal Leonetti, est également gérant de 2 sociétés dans le domaine du conseil en sommellerie :
- « Pascal Leonetti Vins » et « Pascal Leonetti Conseil ».

## Palmarès
- 1995  - Meilleur Jeune sommelier de Corse  Trophee Peraldi
- 1997 - Meilleur sommelier de Corse Trophe  UVA Corsa
- 2003 - Meilleur jeune sommelier de France (Trophée Ruinart)
- 2004 - Sommelier de l'année
- 2006 - Meilleur sommelier de France (et 3e au concours Master of Port).